# Château de Bien-Assis (Clermont-Ferrand)
Pour l’article homonyme, voir Château de Bien-Assis.
Pour l’article ayant un titre homophone, voir Château de Bienassis.
Le château de Bien-Assis est un ancien édifice, aujourd'hui disparu, qui était situé à Clermont-Ferrand en Auvergne. Construit au Moyen Âge, il fut plusieurs fois remanié. Blaise Pascal fit deux séjours dans ce château, propriété de son beau-frère Florin Périer, et l'original des Pensées y fut conservé. Acheté par Michelin, le château fut détruit en 1914 pour construire l'usine des Carmes.

## Localisation
Le château se trouvait au nord-nord-est de la ville ancienne de Clermont et à l'ouest de Montferrand, au bord de la Tiretaine, à la place d'une partie de l'actuelle usine Michelin des Carmes. Plus précisément, les plans anciens (notamment le plan de 1575 de François Fuzier et le Plan de la ville de Clermont capitale de toute la province d'Auvergne de 1725) montrent que le château de Bien-Assis se trouvait au nord de la Tiretaine, dont le séparaient les jardins du domaine, et exactement au nord de basilique Notre-Dame-du-Port. Sur l'autre rive du ruisseau, plus à l'ouest, se trouvait l'abbaye de Chantoin, remplacée ensuite par le couvent des Carmes déchaux.

## Historique
À la fin du Moyen Âge, Jean de Berry, troisième fils du roi Jean II le Bon, avait reçu l'Auvergne qui devint un duché. Il fit construire face au rempart nord de la ville de Clermont, alors une seigneurie épiscopale, un manoir fortifié avec donjon.
Le château est cédé rapidement aux mains de Raymond Coustave, un bourgeois de Montferrand anobli par le duc de Berry en 1380 et qui porte alors le titre de seigneur de Bien Assis.

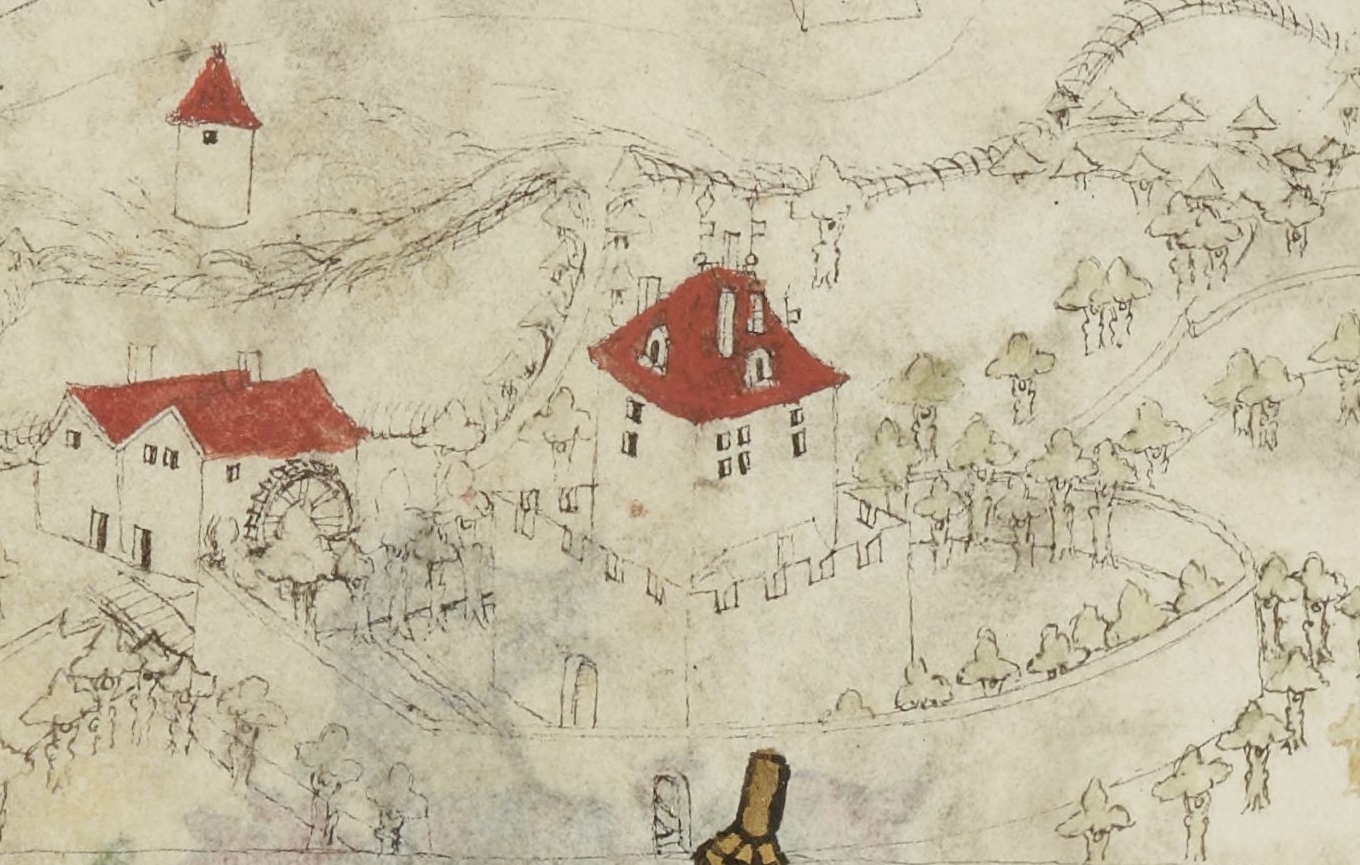
Sur l'Armorial de Guillaume Revel, vers 1450.

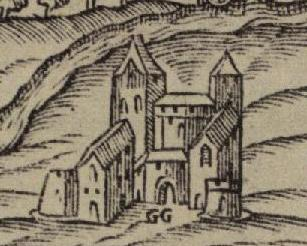
Sur le plan de François Fuzier en 1574.

L'attestation la plus ancienne du château se trouve dans l'armorial de Guillaume Revel en 1450. Il apparaît alors au nord de Clermont, entre le monastère de Saint-Cassi et l'abbaye de Chantoin. Le jardin, entièrement clos, s'étend jusqu'à la Tiretaine. On retrouve le château de Bien-Assis sur le plan historique de Clermont dessiné par l'artiste clermontois François Fuzier en 1574 et dans la Cosmographie universelle de tout le monde de François de Belleforest en 1575.
En 1584, Pierre Coustave, capitaine de Montferrand, revend le domaine à Antoine Anthoine, élu en l'élection de Clermont. Il devient ensuite la propriété de son gendre Gabriel Mallet de Vandègre, notaire secrétaire du roi, issu d'une riche famille montferrandaise. 

### Un lieu pascalien
Le château est inoccupé pendant trente ans lorsque Florin Périer, beau-frère de Blaise Pascal, achète la seigneurie de Bien-Assis le 21 septembre 1652 à Antoine Mallet, écuyer, seigneur de Vandègre.
Blaise Pascal y a séjourné en 1652 et de mai à août 1660. Il y aurait pris des notes pour écrire Trois discours sur la condition des grands. C'est à Bien-Assis que sa sœur, Gilberte Périer emporte en 1664 les autographes des Pensées où ils sont conservés dans le cabinet de livres pendant cinquante ans.
En 1702, Marguerite Périer et son frère Louis, enfants de Florin et Gilberte Périer, vendent le château à Martial de Clary, sieur de Saint-Angel, conseiller en la cour des aides de Clermont.

### Propriétaires successifs
Plusieurs propriétaires vont en faire l'acquisition. Mais à la suite d'héritages et de partitions, le bâtiment perd de son unité.

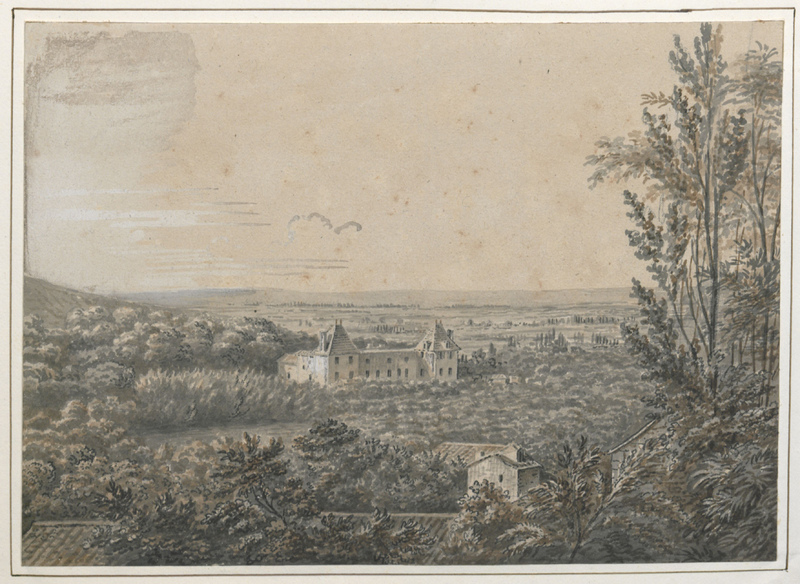
Château de Bien-Assis dessiné par Étienne-Jean Delécluze en 1821.

En 1846, Amable Phelut, pépiniériste et exploitant d'une fabrique de fruits confits et d'angélique dans le quartier de Saint-Alyre, achète le domaine pour 50 000 francs. Il se servait des grandes salles pour conserver plantes et graines, transforma les jardins et pépinières. En 1850, il loua le bâtiment que se partagèrent trois personnes dont Jean-Baptiste Torrilhon qui cherchait un local pour développer son entreprise de caoutchouc. Son dispositif de vulcanisation sera ainsi installé dans l'ancienne bibliothèque de Florin Périer. Le 20 septembre 1856, le benzène utilisé pour le traitement du caoutchouc prend feu et incendie le bâtiment,.

Le château de Bien-Assis vers 1885.

Le 14 novembre 1871 la société de tir du Puy-de-Dôme, créée un an plus tôt, installe son siège au château et transforme les pièces du pavillon ouest du château en salles d'escrime et en gymnases. La société sera active plus de 20 ans.
En 1912, la société Michelin l'achète et décide de le détruire en 1914 pour construire son site des Carmes. Philippe Durin a reconstitué le plan d’après les archives Michelin. Édouard Michelin avait demandé à l'historien Auguste Audollent et l'architecte Louis Jarrier de faire des photos avant la destruction du château.

### Vestiges

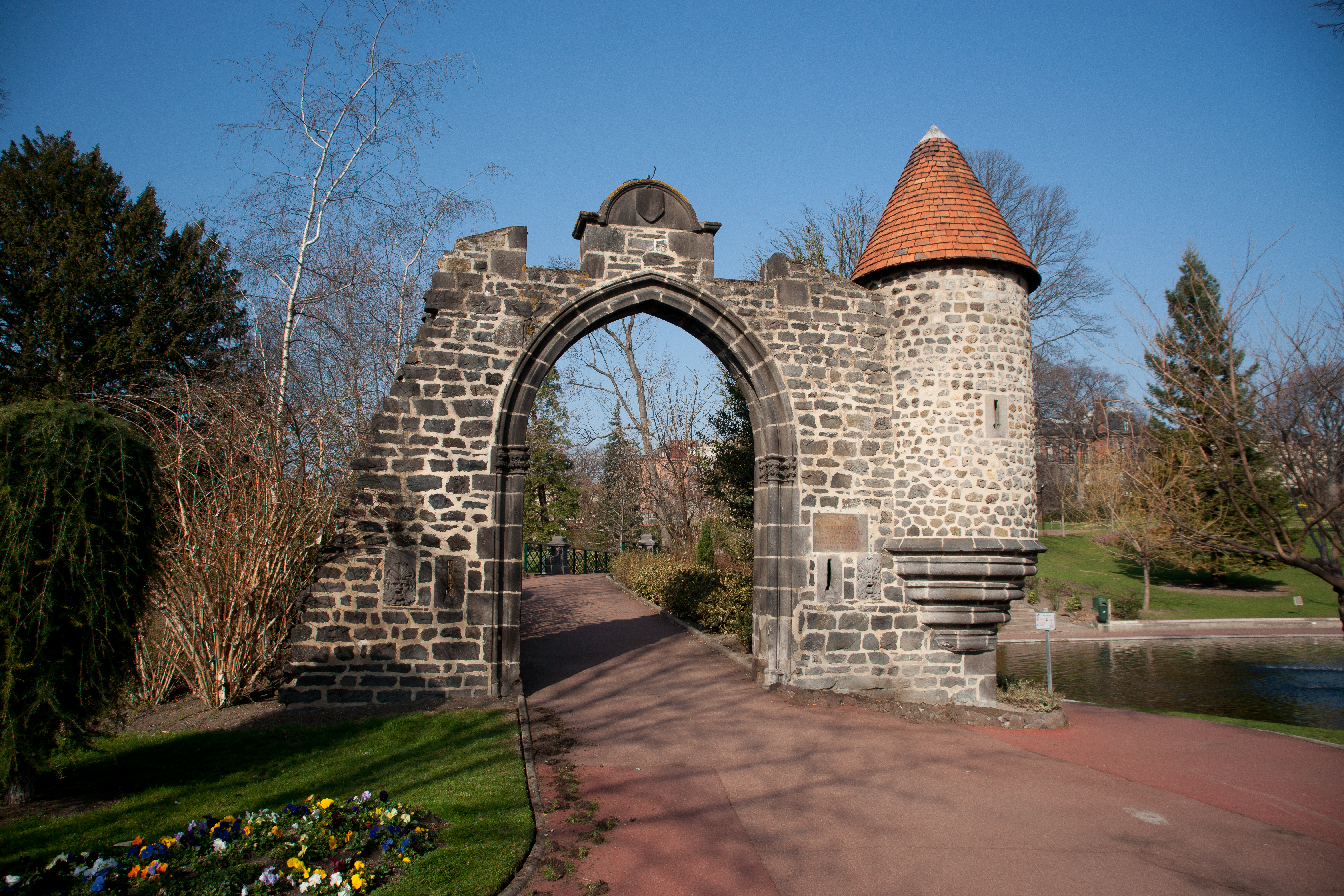
Le porche et sa tourelle d'angle

En 1915 le porche de l'entrée et une fontaine en tête de lion sont déplacés dans le jardin Lecoq à Clermont-Ferrand.
La balustrade de la façade sud orne la façade principale d'une grande villa située au bord du gour de Tazenat.